# Лаврик, Владимир Георгиевич
Владимир Георгиевич Лаврик (7.03.1954—13.09.2006) — российский промышленник и учёный, директор Южкузбассугля (1997—2006).
Родился 7 мая 1954 года в Леспромхозе Первомайский Костромской области. В 1958 году переехал с семьёй в Новокузнецк.
В 1971 году поступил на горный факультет Сибирского металлургического института по специальности «электрификация и автоматизация горных работ», окончил его в 1976 году. После окончания вуза работал в Междуреченске на шахте имени Шевякова электрослесарем, механиком, начальником участка. В 1982—1984 проходил службу в армии. После демобилизации вернулся на шахту заместителем директора по производству.
В феврале 1997 года назначен директором Кузнецкугля.
Избран в 2006 году членом общественной палаты Кемеровской области.
В сентябре 2006 года погиб при крушении вертолёта MD600 в районе села Михайловка. Причиной катастрофы является с высокой вероятностью отказ двигателя, вызванный диверсией, о которой стало известно из показаний выжившего при аварии охранника Владимира Лаврика. Поскольку в результате гибели В. Лаврика и в дальнейшем произошедшего в следующем году подрыва шахты Ульяновская выгодоприобретателями этих событий являются совладельцы концерна Евразхолдинг, выводы из всего это очевидны[кому?].

## Семья
- Мать Екатерина Ивановна, родилась в Поволжье и выросла в многодетной крестьянской семье, более 25 лет проработала на заводе металлоизделий
- Отец Георгий Андреевич, родился в интеллигентной семье в г. Ростове-на-Дону, в леспромхозе вырос до технорука, а затем и начальника участка
- Жена Наталья Михайловна
- Сын Георгий (р. 1977), в 2002—2005 годах возглавлял шахту Абашевская. С 2008 возглавляет мусороперерабатывающий завод[2]
- Дочь Екатерина

## Награды, почётные звания
- заслуженный шахтер Российской Федерации
- почётный работник угольной промышленности,
- почётный работник топливно-энергетического комплекса
- полный кавалер ведомственного знака «Шахтерская слава»
- орден Петра Великого I степени,
- медаль ордена «За Заслуги перед Отечеством» второй степени (посмертно)
- награды Кемеровской области:
  - золотой знак «Шахтерская доблесть»
  - орден «Доблесть Кузбасса»
  - медаль «За особый вклад в развитие Кузбасса» III степени
  - медаль «За служение Кузбассу»
- лауреат областной премии им. Михайлы Волкова в номинации «Лучший руководитель предприятия» (2002)
- лауреат X Всероссийского конкурса «Карьера—2003»
- по итогам 2003 года вошел в сотню самых профессиональных менеджеров России (ТОП—100) — рейтинга, ежегодного проводимого Ассоциацией менеджеров России
- высшая общественная награда России в сфере менеджмента — национальная премия имени Петра Великого
- в 2011 году, за особые заслуги и большой вклад в развитие угольной промышленности города, присвоено звание «Почетный гражданин города Новокузнецка»[3].
- по итогам новокузнецкого городского телевизионного конкурса «Человек года — 2005» был признан победителем в номинации «Угольная промышленность»

## Научная деятельность
В 1995 году защитил кандидатскую диссертацию, а в 2001 году — докторскую на тему: «Разработка и реализация интегрированных подземных технологических комплексов шахт производственного объединения». Доктор технических наук. Автор 48 научных работ, 11 монографий и брошюр.
По просьбе губернатора Тулеева взялся поднять Юргинский машиностроительный завод, объявив цель — возродить кузбасское машиностроение. По другому предложению губернатора возглавил комиссию по вопросам развития благотворительности в областной Общественной палате.

## Личные увлечения
Освоил 4 вида спортивных летательных аппаратов: дельталет, самолеты «А-33», «Ил-103» и «Як-52», в совершенстве управлял вертолетом. Принимал участие в чемпионате Сибирского федерального округа по высшему пилотажу на спортивных самолетах в Новосибирске.
Губернатором Кемеровской области Аманом Тулеевым В. Г. Лаврику было поручено «вернуть былую славу летного дела в Кузбассе» и взять на себя работу по возрождению аэроклубов.

## Память
- 11 мая 2016 года Новокузнецкий городской совет народных депутатов принял решение об установлении мемориальной доски в память о В. Г. Лаврике на фасаде здания по адресу: г. Новокузнецк, ул. Кирова, дом 54. Открытие памятного знака состоялось 1 июля 2016 г. На памятном знаке текст: «В этом доме жил Владимир Георгиевич Лаврик / Заслуженный шахтер Российской Федерации / Доктор технических наук / Генеральный директор / ОАО ОУК Южкузбассуголь / Почетный гражданин / Города Новокузнецка».
- в Новокузецке создан благотворительный фонд имени Лаврика В. Г. и Смолянинова А. Г.[4], основанный их детьми Лавриком Георгием Владимировичем и Лаврик Натальей Анатольевной;
- 6 студентов горного факультета СибГИУ по итогам семестра получают стипендию имени В. Г. Лаврика;
- проводится турнир по футболу памяти В. Г. Лаврика.
- решением Новокузнецкого городского Совета народных депутатов № 6/99 от 26 июня 2012 года вновь строящейся улице в Орджоникидзевском районе города Новокузнецка присвоено имя В. Г. Лаврика[5].